# Chanco
Chanco est une commune du Chili faisant partie de la province du même nom elle-même rattachée à la région du Maule.

## Géographie
Le territoire de la commune Chanco se trouve le long de l'Océan Pacifique et est constitué d'une plaine littorale et d'une région de collines à l'intérieur des terres faisant partie de la Cordillère de la Côte. Chanco se trouve à 365 kilomètres à vol d'oiseau au sud-sud-ouest de la capitale Santiago et à 135 kilomètres au sud-ouest de Talca capitale de la Région des Lacs.

## Démographie
En 2012, la population de la commune s'élevait à 9 003 habitants. La superficie de la commune est de 530 km2 (densité de 17 hab./km²)

Position de Chanco (en rouge) au sein de la région du Maule.